# Pavillon de musique (Louveciennes)
Le pavillon de musique, pavillon Ledoux ou encore pavillon de musique de Madame du Barry est un édifice construit par l'architecte Claude-Nicolas Ledoux, de décembre 1770 à janvier 1772, à l'initiative de Madame du Barry, dernière favorite du roi Louis XV.
Il est situé dans le quartier de Voisins de la commune de Louveciennes, dans le département français des Yvelines en région Île-de-France.

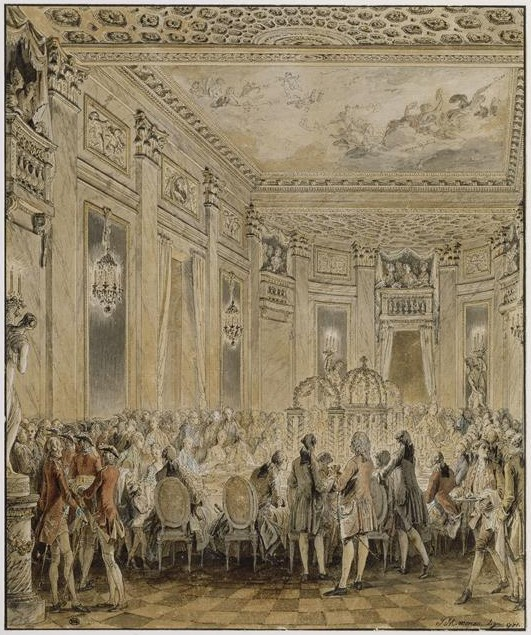
Jean-Michel Moreau le Jeune, Fête donnée à Louveciennes le 2 septembre 1771. Paris, Musée du Louvre.

## Histoire
La construction du pavillon est initiée sur ordre de Madame du Barry afin d'y accueillir de nombreuses salles de réception. En effet, son château, sis sur le même domaine, n'a pas été conçu pour la villégiature et n'offre alors, ni d'espaces de réception suffisants, ni de vues dégagées.
La comtesse fait appel à de nombreux architectes, notamment Charles De Wailly et Claude Nicolas Ledoux. En dépit d'une majorité d'avis négatifs, notamment d'Ange-Jacques Gabriel, elle retient néanmoins le projet de Ledoux, alors au début de sa carrière. L'emplacement choisi, en surplomb de la Seine, permet de suivre ses boucles sur 180°, depuis Paris jusqu'aux terrasses de Saint-Germain-en-Laye.
Les travaux démarrent en décembre 1770, le gros-œuvre, dirigé par les entrepreneurs Lefaivre et Couesnon est exécuté en seulement neuf mois, les sculptures extérieures sont exécutées, quant à elle, par Feuillet et Métivier. Les différents salons sont décorés par les plus grands maîtres : Pierre Gouthière et Pierre Deumier cisèlent les bronzes, François Boucher peint des toiles, notamment le plafond en envolée du salon de musique Le Couronnement De Flore, ainsi que Jean-Honoré Fragonard qui exécute des panneaux comme Les Quatre Instants de l'Amour (The Frick Collection, New-York) et enfin Jean-Jacques Caffieri et Jean-Baptiste Lemoyne sculptent des bustes de la comtesse et du roi, tandis qu'Honoré Guibert réalise pilastres et panneaux de bois décorés de fines sculptures et dorés à la feuille d’or.
L'inauguration a lieu le 2 septembre 1771 en présence du roi Louis XV. On fait jouer à cette occasion, la pièce de Charles Collé intitulée La Partie de chasse de Henri IV, un souper en musique, (où les musiciens se plaignent alors de l'exiguïté des tribunes), ainsi qu'un feu d'artifice.
En 1773, Madame du Barry, satisfaite de son pavillon, commande à Ledoux les plans d'un grand château, destiné à envelopper le petit bâtiment, mais la mort de Louis XV en 1774 met un terme à ce projet.
« Citation, 1808 :

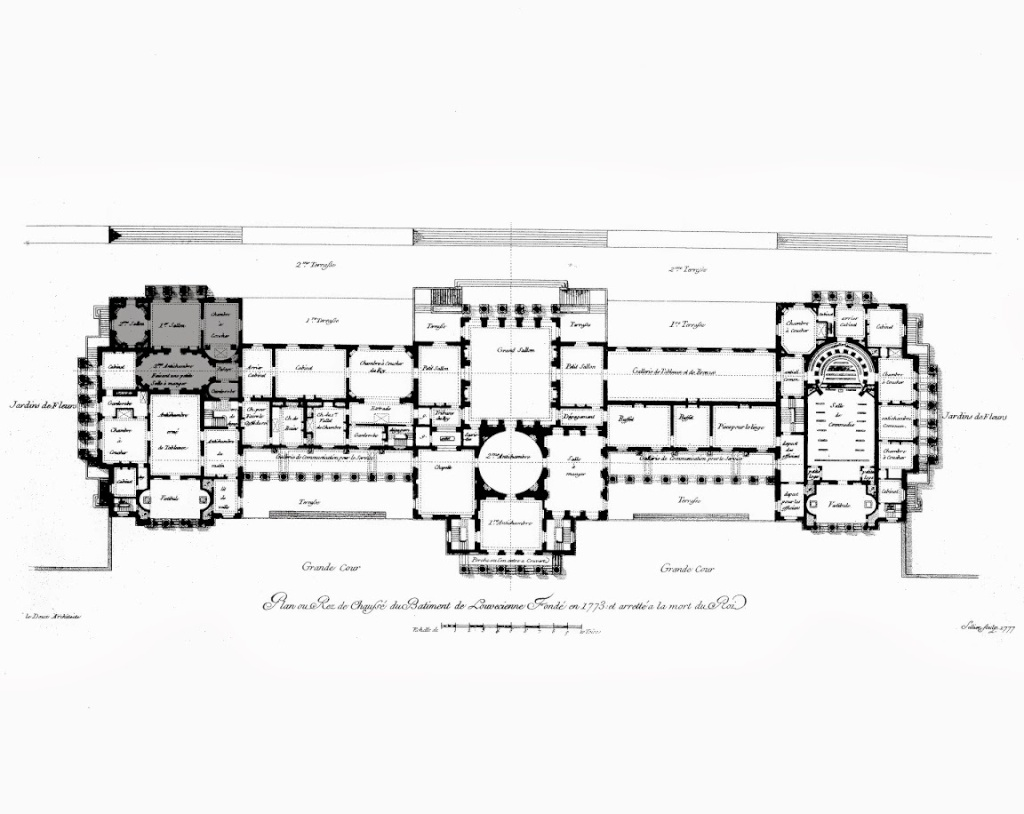
Projet de château non réalisé - En gris foncé, l'empattement du pavillon actuel.

À 3 lieues et demie de Paris, proche [de] la machine de Marly. C'est à [Louveciennes] que l'on voit ce pavillon bâti en trois mois, pour madame Dubarry, sur les dessins de l'architecte Ledoux. Le lieu sur lequel il est assis, les talents de l'architecte, des sculpteurs, des peintres, des décorateurs, tout s'est réuni pour faire de ce séjour un temple aux grâces. Rien de plus magnifique que la vue  dont on jouit au pavillon de [Louveciennes]. Les étrangers en ont acheté tout ce qui pouvait se déplacer. On a gratté les bas-reliefs, brisé les corniches, dégradé les entablements. La main de l'anarchie est empreinte sur les peintures, les dorures, les bronzes et les marbres, etc. On pouvait dire que [Louveciennes] autrefois était le temple des arts et des grâces. »
— Paris et ses curiosités
La comtesse y organise de nombreuses réceptions jusqu'à la Révolution, se refusant à l'exil, elle est arrêtée le 22 septembre 1793 puis guillotinée le 8 décembre de la même année. Ses biens sont alors confisqués et deviennent biens nationaux. Pas moins de six propriétaires se succèdent jusqu'en 1818, où le banquier Jacques Laffitte s'en porte acquéreur.
En 1850, après le décès du banquier survenu en 1844, sa veuve fait morceler le domaine en trois parties : le château, le pavillon, et le domaine des Lions à Bougival.
Le pavillon est vendu à Dominique Héloin qui s'en sépare au bout de deux années pour le revendre à Charles Louis Diericks, directeur de la Monnaie de Paris. Celui-ci fait construire un petit pavillon de gardien, après son décès, sa veuve et ses héritiers continuent à y résider jusqu'en 1871, année durant laquelle le pavillon est vendu au vicomte de Janzé.
En 1878, le vicomte le revend à Alice Thal de Lancey qui s'en sépare à son tour en 1911, en faveur de Louis Loucheur qui y fait construire un étage sous combles mansardés, venant alors défigurer l'œuvre initiale.

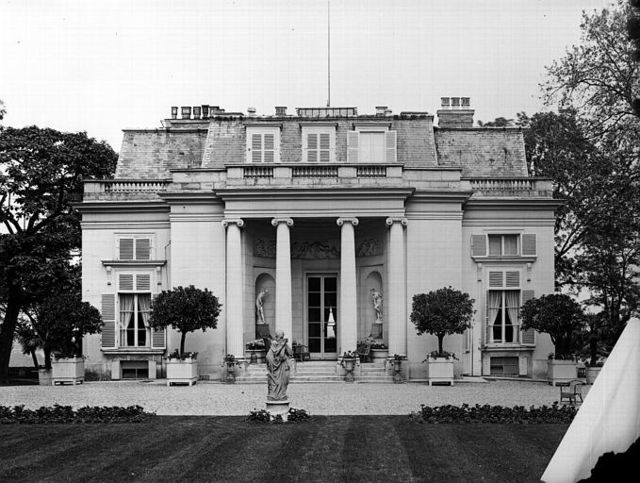
Le pavillon en 1931

En 1929, le parfumeur François Coty achète le pavillon. Il y fait mener de grands travaux, le pavillon ayant alors subi de graves désordres dus à une construction trop rapide, ainsi qu'au poids excessif exercé par l'ajout malencontreux de Louis Loucheur. François Coty fait appel à l'architecte Charles Mewès, fils de Charles Frédéric Mewès, en vue de déplacer le bâtiment, qui est alors vidé de tous ses décors intérieurs et quelques décors extérieurs. Le reste du bâtiment, trop dégradé, est entièrement détruit et est reconstruit à l'identique, une quinzaine de mètres en arrière, avec une façade en pierre de Saint-Leu enchâssée autour d'une armature en acier et béton. Les décors sont alors tous replacés et l'étage mansardé est remplacé au profit d'un attique au toit-terrasse, plus harmonieusement accordé à l'œuvre initiale de Claude-Nicolas Ledoux.
Une plaque est alors posée sur le bâtiment, disant :  

« Pavillon du  Barry

Gloire et parure de Louveciennes

Cette construction témoigne de la hardiesse de l’habileté de la conscience professionnelle des ouvriers artisans et artistes français qui ont rivalisé de zèle et de goût pour assurer à ce chef d’œuvre classique la grâce des meilleurs ouvrages de l’antiquité grecque. »

En 1958, le pavillon est acquis par l'École américaine de Paris, qui le revend en 1971 à Victor Moritz, propriétaire du groupe Tréca, qui y donne de nombreuses réceptions et y reçoit de nombreux hôtes de marque, personnalités politiques et artistes de son entourage, dont le président Valéry Giscard d'Estaing.
En 1990, au décès de Victor Moritz, le pavillon est cédé par ses enfants à Julienne Dumeste, industrielle du meuble. Cette dernière est à l'origine de la Fondation Julienne Dumeste pour l’innovation sociale et humanitaire, qui a pour objet « dans le respect de la dignité et de la valeur unique de chaque personne et en référence aux valeurs évangéliques d'apporter une aide personnalisée à tous ceux qui sont moralement, physiquement ou financièrement démunis », reconnue d’utilité publique.
En 1993, Julienne Dumeste fait don du pavillon à sa fondation et lance un vaste chantier de rénovation afin de répondre à son vœu de l'ouvrir au public lors d'événements exceptionnels. Disparue en 2001, elle a donné l'ensemble de ses biens à la fondation.
Le chantier, commencé en 2002, dure trois ans. Il porte d'abord sur l’extérieur, puis sur la réhabilitation intérieure et les mises aux normes nécessaires à l'ouverture d’un établissement pouvant recevoir du public avec des contraintes de sécurité fortes, en incluant des infrastructures techniques, en respectant le bâtiment deux fois centenaire et la préservation de son parc de 4,6 hectares.
En 2005 a lieu la première ouverture au public après les travaux, à l'occasion des Journées européennes du patrimoine. En 2006, a lieu le premier des événements que l’office du tourisme de Marly-le-Roi Louveciennes organise depuis la réouverture : le 3 novembre, une conférence de Daniel Rabreau sur Claude Nicolas Ledoux, suivie d'un concert et d'un cocktail dînatoire.
Depuis janvier 2019, le pavillon est de nouveau fermé au public. Il est en vente via la filiale immobilière de la maison de ventes aux enchères Sotheby's.

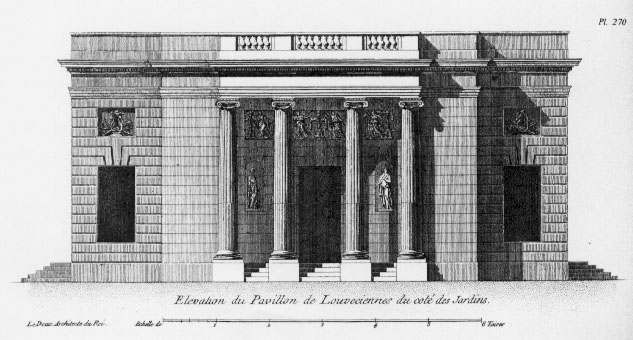
Élévation côté jardin
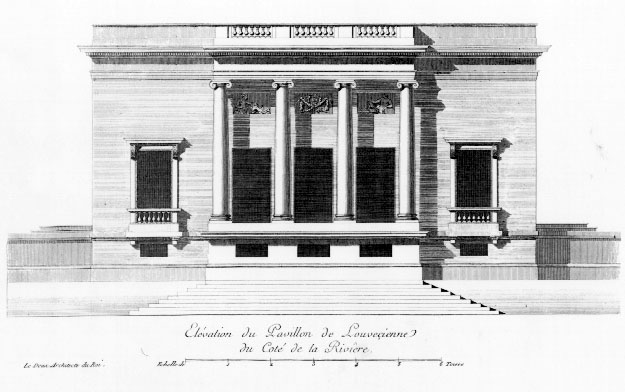
Élévation côté rivière
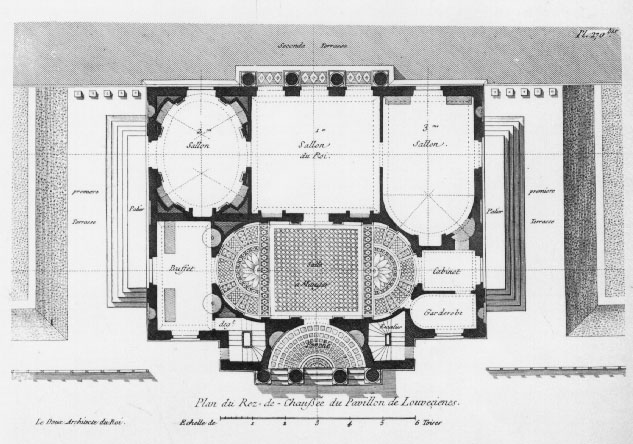
Plan du RdC
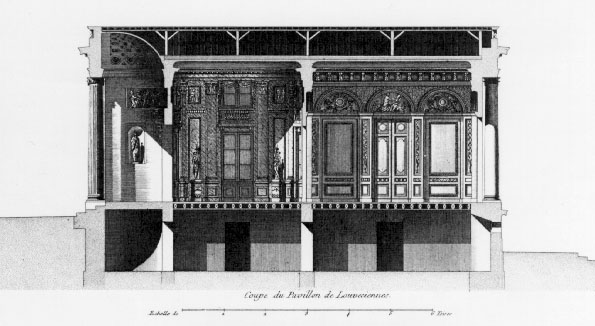
Vue en coupe par l'entrée et le salon du roi

## Architecture

### Plan de Ledoux
Le pavillon de Louveciennes est d'emblée considéré comme une des réalisations les plus abouties de Ledoux et l’un des archétypes du néo-palladianisme.
L'entrée, en forme d'abside semi-circulaire ouverte, simplement fermée par un péristyle, reprend une disposition déjà utilisée par Ledoux dans la maison de Mlle Guimard à la chaussée d'Antin. Elle donne accès à une salle qui a la forme d'un carré flanqué de deux demi-cercles, désignée comme "salle à manger" et où eut lieu le souper d'inauguration. Cette salle commande elle-même une enfilade de trois salons ouvrant sur la Seine, dont le "salon du Roi" central.
Au sous-sol, on trouvait diverses pièces de service et la cuisine.

### Transformations ultérieures

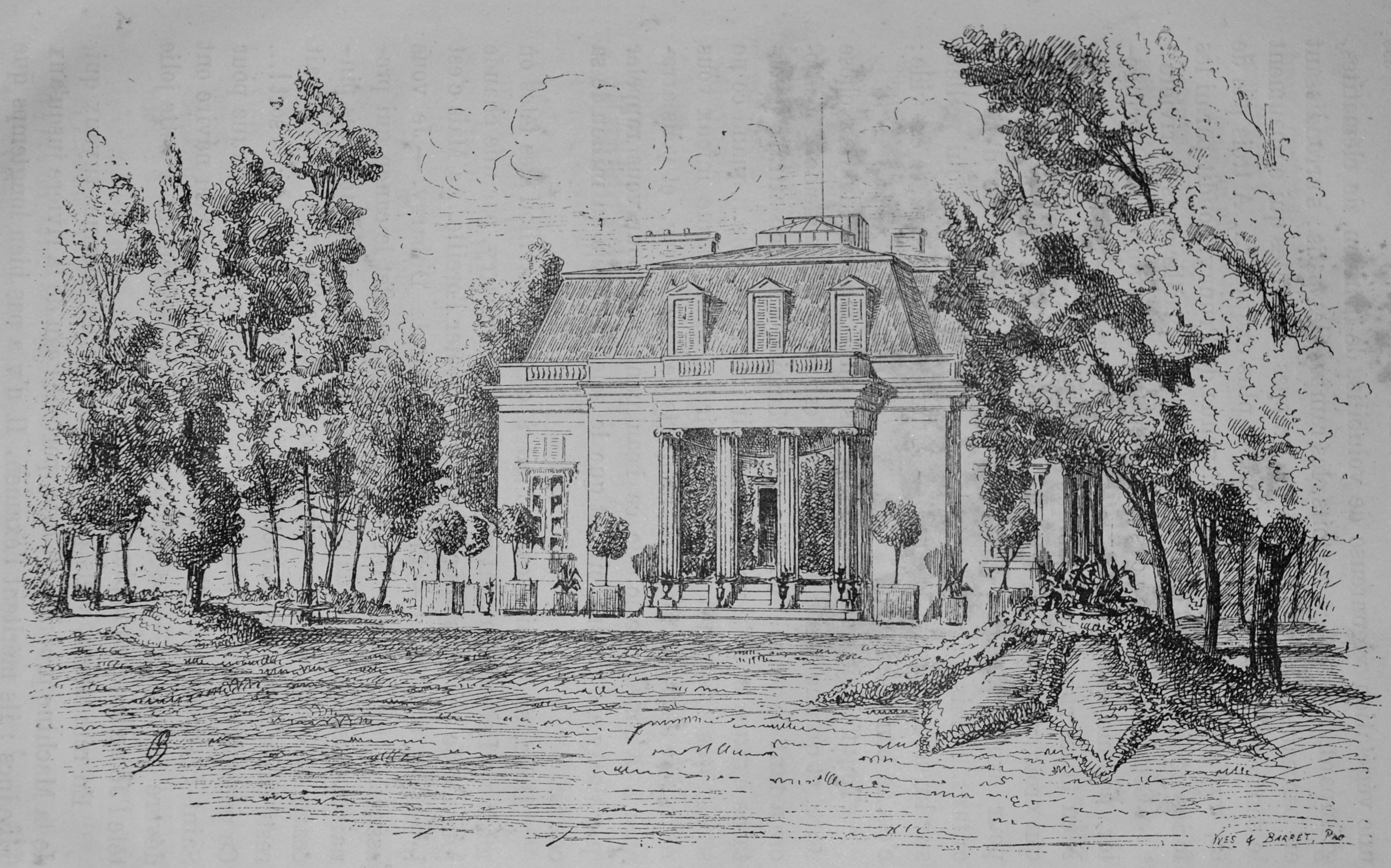
Pavillon de musique en 1880. On voit bien ici l'ajout de combles mansardés.

Des transformations notables sont intervenues au XIXe siècle et au XXe siècle, notamment :
- surélévation du bâtiment, par adjonction de combles mansardés, plus tard, transformés en un attique abritant cinq chambres à coucher,
- déplacement du bâtiment d'une quinzaine de mètres, pour l'éloigner de la pente,
- création par François Coty de vastes dépendances en sous-sol pour y installer son laboratoire de parfumerie, un générateur électrique, des cuisines et une piscine.
- restauration en 2002-2005, réalisée par la Fondation Julienne Dumeste pour l’innovation sociale et humanitaire.

## Les intérieurs
L'état primitif des intérieurs est connu par un dessin de Jean-Michel Moreau dit Moreau le Jeune représentant le souper offert à Louis XV par Madame du Barry pour l'inauguration du pavillon. Il est connu également pour les gravures de Ledoux.
Madame du Barry ayant commandé à Jean-Honoré Fragonard une suite de quatre grands tableaux pour son pavillon, le peintre réalise entre 1771 et 1772 Les Progrès de l'amour, évoquant dans un style rococo les quatre instants de l'amour, mais les toiles déplaisent à leur commanditaire, et celle-ci refuse alors la commande, sans doute parce qu'elle y vit la possibilité d'une allusion à sa propre situation. Fragonard les conserve pendant près de vingt ans, puis ajoute sept autres toiles à la série.
En 1790, pendant la Révolution française, il regagne sa ville natale de Grasse, il installe l'ensemble dans le salon d'un de ses cousins, Alexandre Maubert. Son petit-fils s'en sépare en 1898 au profit du grand collectionneur J.P. Morgan, dont la vente, selon René Gimpel, s'est faite par l'intermédiaire de l'antiquaire parisien Guiraud père, qui après les avoir vainement proposées, entre autres à Edmond de Rothschild, les lui vend avec un bénéfice de 10%.
Le collectionneur les présente dans sa résidence de Londres, puis au Metropolitan Museum of Art avant de les proposer pour 1 250 000 dollars au marchand d'art Joseph Duveen, qui les négocie un million de dollars afin de les revendre au prix initialement demandé à Henry Clay Frick. Selon d'autres sources, Frick les a acquises au décès de Morgan pour 1,250 million de dollars
Elles sont aujourd'hui l'un des fleurons de la The Frick Collection de New York, où une salle leur est consacrée.

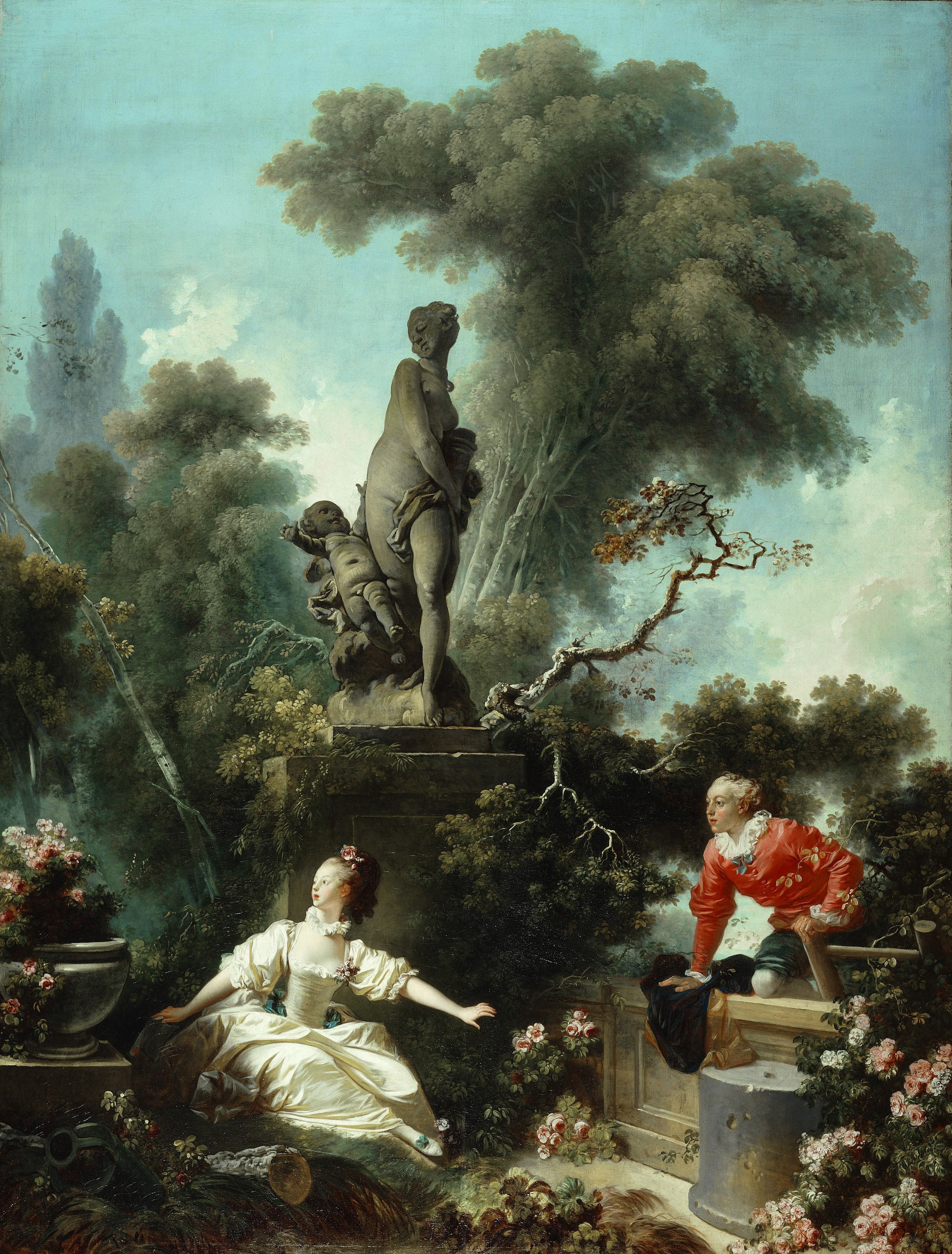
La surprise ou La rencontre
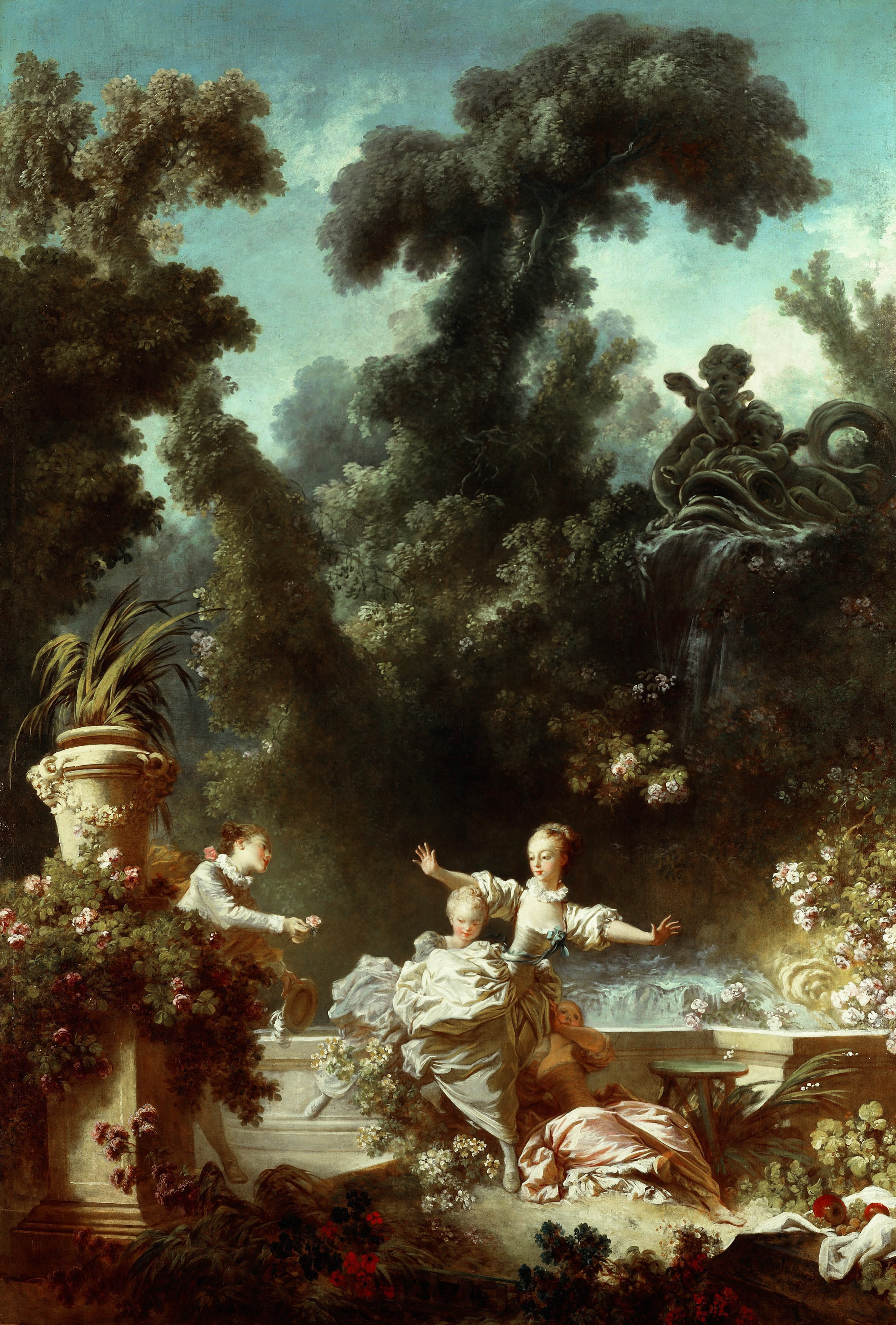
La poursuite
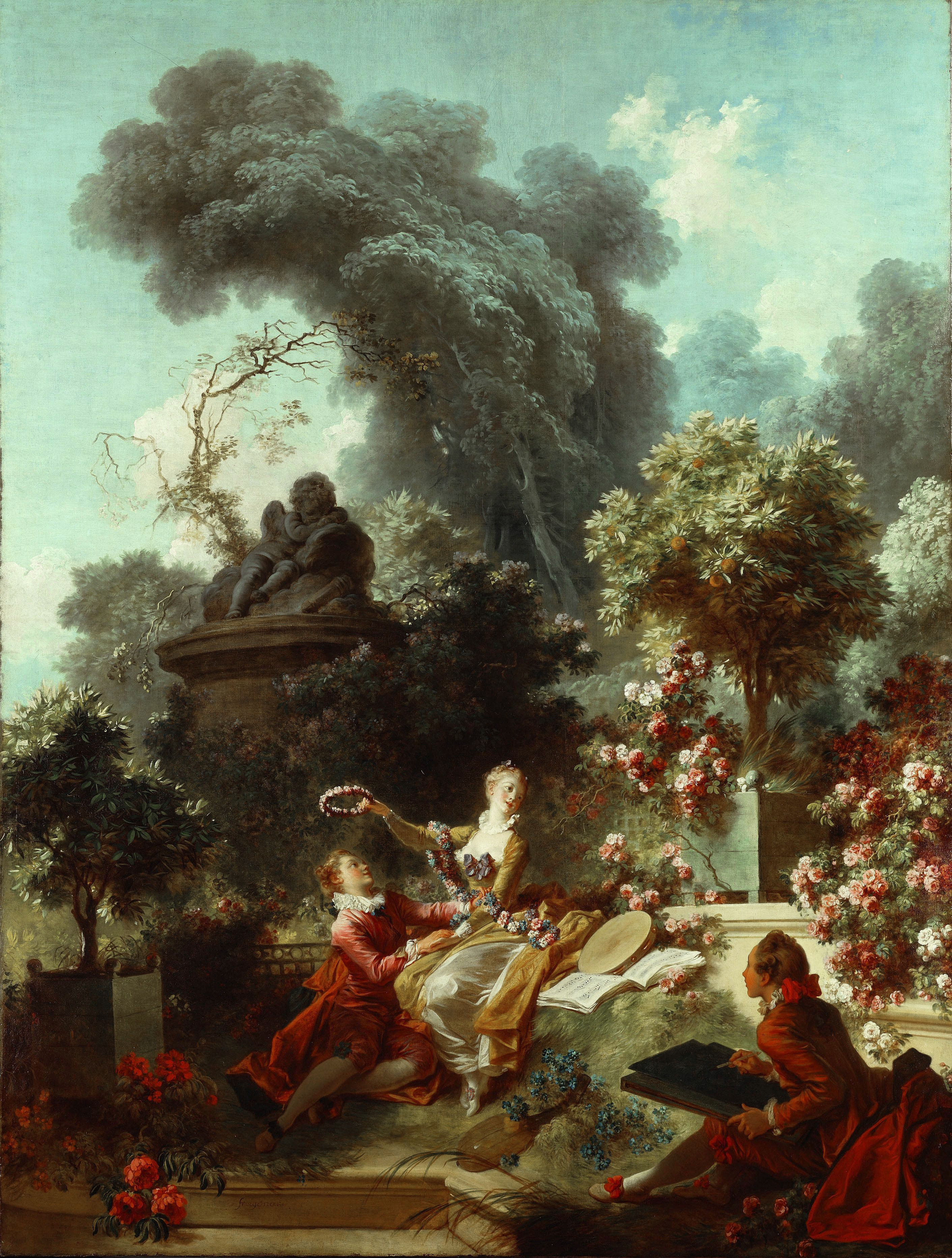
L'amant couronné
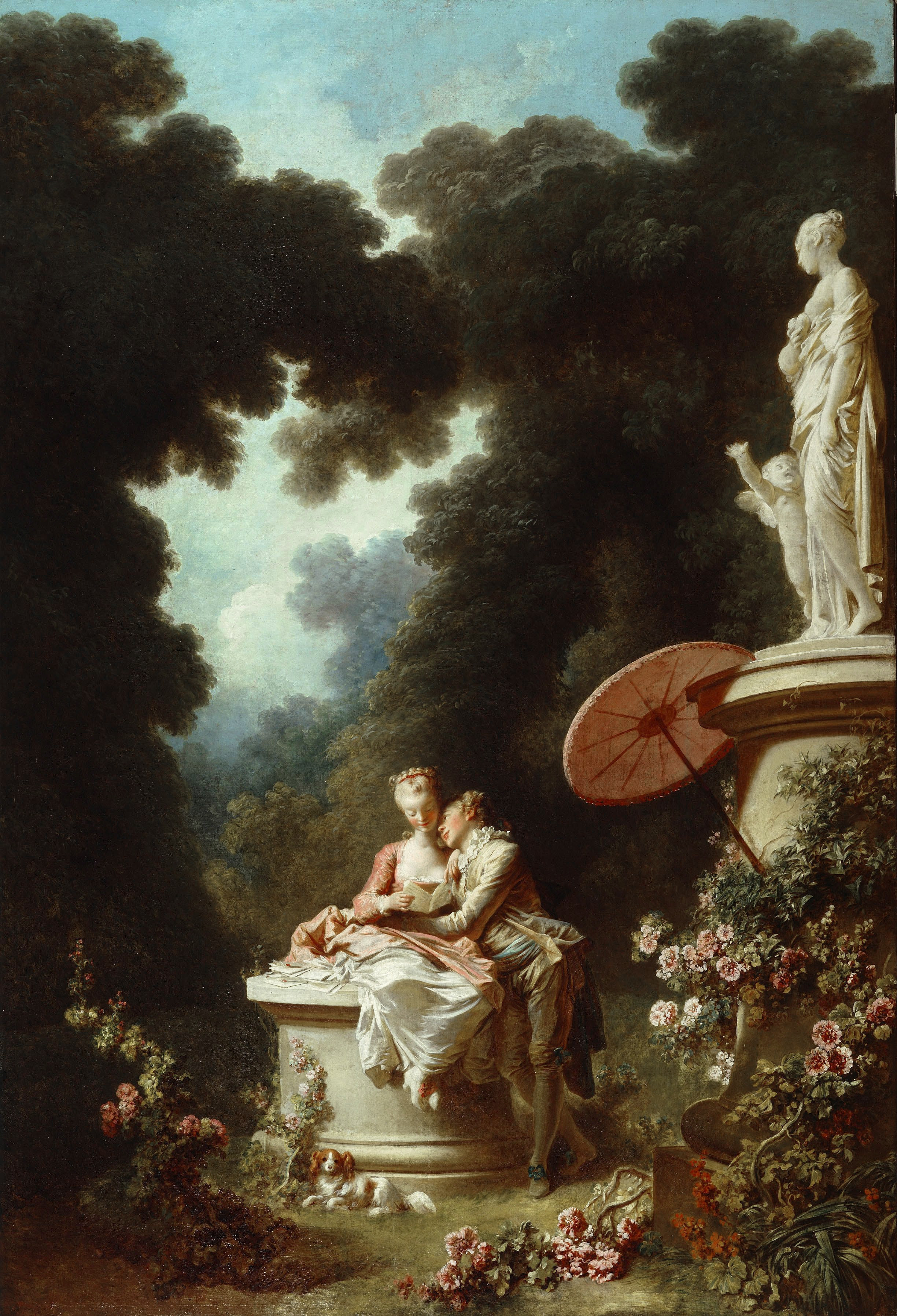
L'amour-amitié

En définitive, Madame du Barry commande à Joseph-Marie Vien une autre suite de tableaux sur le thème des Progrès de l'Amour peints dans un style néoclassique plus à la mode et convenant davantage au décor qu'elle a créé à Louveciennes.
Une partie des boiseries, sculptées par Métivier et Feuillet, sont remontées dans l'hôtel de Saint-Florentin (Paris) à l'occasion des transformations réalisées dans les années 1860-1870 pour Alphonse de Rothschild.

## Protection
Le pavillon est inscrit aux monuments historiques par arrêté du 7 septembre 1945 dans sa totalité.